# 1964年の映画
1964年の映画（1964ねんのえいが）では、1964年（昭和39年）の映画分野の動向についてまとめる。
1963年の映画 - 1964年の映画 - 1965年の映画

## 出来事

### 世界
- フランス、ジャン＝リュック・ゴダールのアヌーシュカ・フィルム・プロ、アラン・ドロンのデルボー・プロなど監督や俳優によるプロダクション創立続く[1]。
- イタリア、マカロニ・ウェスタンが大量製作され、世界市場へ出回る[1]。9月12日、『荒野の用心棒』（セルジオ・レオーネ監督）がイタリアで封切り[2]。
- 6月2日 - 第11回東宝映画祭をマレーシアで開催（7日まで）[3]。
- 9月5日 - 第12回東宝映画祭を南米ペルー・リマ、コロンビア・ボゴタ、ベネズエラ・カラカスで開催（30日まで）[4]。
- 12月1日 - 東映外国部、香港出張所を開設[5]。

### 日本
- 1月
  - 1月1日 - 東映、全国主要直営館で年越しオールナイト興行を実施、好成績[5]。
  - 1月31日 - 帝国劇場、取り壊しのため閉館[6]、クロージング作品は『アラビアのロレンス』（デヴィッド・リーン監督）[7]。翌年（1965年）2月から新帝国劇場の新築工事が始まる[6]。
- 2月
  - 劇場公開から7年以上経過した旧作映画のテレビ放映を日本映画製作者連盟理事会が承認[8]。
  - 日活、テレビ映画の製作と販売を行うテレビ映画室を新設[9]。
  - 2月15日 - 東宝、邦画のフリーブッキング実験第1弾として勅使河原宏監督『砂の女』を洋画劇場の日比谷・みゆき座でロードショー公開、映画はヒットし4月3日まで上映[6]。
  - 2月19日 - 作家尾崎士郎（66歳）死去[6]。
- 3月
  - 3月10日 新東宝、定時株主総会で社名を「国際放映」と改称、テレビ映画専業のNAC（ニッポン・アートフィルム・カンパニー)と合併契約を承認[7]。「新東宝」の名称消滅[7]。
  - 3月22日 - 東京・新宿東映劇場、漫画映画『西遊記』ほかの上映終了後、ナイター興行で成人映画『二匹の牝犬』（渡辺祐介監督）を上映し、好成績[5]。
- 5月
  - 今井正監督『越後つついし親不知』、木下惠介監督『香華』は、ともに1本立興行が成功した[10]。
  - 5月2日 - 東映、直営ボウリングセンター第1号「横浜東映ボウリングセンター」をオープン[11][12]。
- 6月
  - 武智鉄二監督『白日夢』/『紅閨夢』がヒット[10]。世論は武智の性描写を支持し、映倫には不信感[10]。
  - 『鮫』（田坂具隆監督）の1本立封切[13]、好成績[5]。
  - 6月22日 - 東宝・藤本真澄専務が「映画産業危機宣言」を発表[7]。
- 7月
  - 日活が東京大手町・丸ノ内日活劇場を三菱地所に14億円で売却[14][10][8][注 1]。
  - 東映従業員組合が初めてのストライキ[10]。
  - 円形360度全面に映写される「サークロマ」初公開[10]。
  - 7月1日
    - 外国映画輸入自由化[3][8]。
    - 東宝、フジテレビ、TBS、電通ほかの企業の出資により、「国際放映」が新体制で発足[7]。
- 8月
  - 全国映画館数が5,000を割り込む[10][15][注 2]。1960年には7,457館存在した[15]。
  - 8月1日 - 新宿コマ・スタジアムと梅田コマ・スタジアムが合併、コマ・スタジアムに改称[3]。
  - 8月13日 - 『日本侠客伝』 / 『御金蔵破り』公開、ヒット[5]。8月14日、東映直営31劇場でオールナイト興行を実施、好成績[5]。
  - 8月17日 - 佐田啓二（37歳）が自動車事故で死去[3][10]。
- 9月
  - 吉永小百合主演『愛と死をみつめて』（齋藤武市監督）公開、日活にとって映画製作再開後の最大ヒット[16]。当時としては異例の35日間の長期興行、4億7500万円の配給収入[17]。
  - 9月30日 - 東映、東急資本と完全に分離する[4][10]。相互保有株式を売却、派遣役員の引き揚げ[5]。
- 10月
  - NETテレビ（現・テレビ朝日）と大映の話合いの結果、旧作劇場映画のテレビ上映が実施される[18]。
  - 10月1日 - 東宝を除く邦画5社の映画作品、テレビ放映開始[7]。
  - 10月8日 - 東宝、長編記録映画『東京オリンピック』（市川崑監督）の国内外での配給契約を日本オリンピック委員会と調印[4]。
  - 10月10日
    - オリンピック東京大会開催（24日まで）[4]。選手村総料理長に日活ホテルの馬場料理長就任[19]。
    - 東宝、東京・日本劇場と大阪・南街劇場で東京オリンピック開会式の実況を有料公開[4]。プロジェクタには東宝タラリアを使用した[4]。

  - 10月20日 - 東京・新宿セントラル、「新宿スカラ座」と改称[7]。
- 12月
  - 12月20日 - 名古屋・中日シネラマ会館オープン[4]。

## 日本の映画興行
- 入場料金（大人）
  - 300円[20]
  - 221円（統計局『小売物価統計調査（動向編） 調査結果』[21] 銘柄符号 9341「映画観覧料」）[22]
- 入場者数 4億3145万人[23]
- 興行収入 769億3700万円[23]

| 配給会社 | 年間配給収入 (単位：百万円) | 前年対比 |
| -------- | --------------------------- | -------- |
| 松竹     | 2,603                       | 088.0%   |
| 東宝     | 4,324                       | 081.6%   |
| 大映     | 4,038                       | 110.4%   |
| 東映     | 5,868                       | 081.9%   |
| 日活     | 5,451                       | 095.4%   |

出典: 東宝 編『東宝75年のあゆみ 1932 - 2007 資料編』（PDF）東宝、2010年4月、48頁。

## 各国ランキング

### 日本配給収入ランキング
| 順位 | 題名               | 配給 | 配給収入     |
| ---- | ------------------ | ---- | ------------ |
| 1    | 東京オリンピック   | 東宝 | 12億0500万円 |
| 2    | 愛と死をみつめて   | 日活 | 04億7500万円 |
| 3    | 鮫                 | 東映 | 02億8200万円 |
| 4    | 越後つついし親不知 | 東映 | 02億5400万円 |
| 5    | 日本侠客伝         | 東映 | 02億5200万円 |
| 6    | 若草物語           | 日活 | 02億5000万円 |
| 7    | 香華               | 松竹 | 02億2748万円 |
| 8    | 怪談               | 東宝 | 02億2500万円 |
| 9    | 徳川家康           | 東映 | 02億1500万円 |
| 10   | 黒い海峡           | 日活 | 02億1300万円 |

出典:『キネマ旬報ベスト・テン85回全史 1924-2011』キネマ旬報社〈キネマ旬報ムック〉、2012年5月、210頁。ISBN 978-4873767550。
| 順位 | 題名                   | 製作国                                           | 配給                       | 配給収入    |
| ---- | ---------------------- | ------------------------------------------------ | -------------------------- | ----------- |
| 1    | クレオパトラ           | アメリカ合衆国の旗                               | 20世紀フォックス           | 6億0829万円 |
| 2    | マイ・フェア・レディ   | アメリカ合衆国の旗                               | ワーナー・ブラザース       | 4億7601万円 |
| 3    | 007/ゴールドフィンガー | イギリスの旗 · アメリカ合衆国の旗                | ユナイテッド・アーティスツ | 4億6650万円 |
| 4    | ローマ帝国の滅亡       | アメリカ合衆国の旗                               | コロンビア ピクチャーズ    | 2億7713万円 |
| 5    | シャレード             | アメリカ合衆国の旗                               | ユニバーサル               | 2億6849万円 |
| 6    | 007/危機一発           | イギリスの旗 · アメリカ合衆国の旗                | ユナイテッド・アーティスツ | 2億6038万円 |
| 7    | シャイアン             | アメリカ合衆国の旗                               | ワーナー・ブラザース       | 2億4149万円 |
| 8    | 大列車作戦             | アメリカ合衆国の旗 · フランスの旗 · イタリアの旗 | ユナイテッド・アーティスツ | 2億2605万円 |
| 9    | 勝利者                 | アメリカ合衆国の旗                               | コロンビア映画             | 1億9262万円 |
| 10   | サーカスの世界         | アメリカ合衆国の旗                               | コロンビア映画             | 1億9104万円 |

出典:『キネマ旬報ベスト・テン85回全史 1924-2011』キネマ旬報社〈キネマ旬報ムック〉、2012年5月、211頁。ISBN 978-4873767550。

### 北米興行収入ランキング
| 順位 | 題名                                  | スタジオ                   | 興行収入     | 出典   |
| ---- | ------------------------------------- | -------------------------- | ------------ | ------ |
| 1.   | 007/ゴールドフィンガー*               | ユナイテッド・アーティスツ | $124,900,000 | [ 29 ] |
| 2.   | メリー・ポピンズ*                     | ウォルト・ディズニー       | $102,272,727 | [ 30 ] |
| 3.   | マイ・フェア・レディ*                 | ワーナー・ブラザース       | $72,000,000  | [ 31 ] |
| 4.   | 大いなる野望                          | パラマウント映画           | $28,409,547  | [ 32 ] |
| 5.   | 007/ロシアより愛をこめて              | ユナイテッド・アーティスツ | $24,796,765  | [ 33 ] |
| 6.   | 荒野の用心棒                          | ユナイテッド・アーティスツ | $14,500,000  | [ 34 ] |
| 7.   | がちょうのおやじ                      | ユニバーサル映画           | $12,500,000  | [ 35 ] |
| 8.   | 暗闇でドッキリ                        | ユナイテッド・アーティスツ | $12,368,234  | [ 36 ] |
| 9.   | ビートルズがやって来るヤァ!ヤァ!ヤァ! | ユナイテッド・アーティスツ | $12,299,668  | [ 37 ] |
| 10.  | イグアナの夜                          | MGM                        | $12,000,000  | [ 38 ] |

(*) リバイバル公開分も含む累計興行収入

## 日本公開映画
1964年の日本公開映画を参照。

## 受賞
- 第37回アカデミー賞
  - 作品賞 - 『マイ・フェア・レディ』
  - 監督賞 - ジョージ・キューカー（『マイ・フェア・レディ』）
  - 主演男優賞 - レックス・ハリソン（『マイ・フェア・レディ』）
  - 主演女優賞 - ジュリー・アンドリュース（『メリー・ポピンズ』）

- 第22回ゴールデングローブ賞
  - 作品賞 (ドラマ部門) - 『ベケット』
  - 主演女優賞 (ドラマ部門) - アン・バンクロフト（『女が愛情に渇くとき』）
  - 主演男優賞 (ドラマ部門) - ピーター・オトゥール（『ベケット』）
  - 作品賞 (ミュージカル・コメディ部門) - 『マイ・フェア・レディ』
  - 主演女優賞 (ミュージカル・コメディ部門) - ジュリー・アンドリュース（『メリー・ポピンズ』）
  - 主演男優賞 (ミュージカル・コメディ部門) - レックス・ハリソン（『マイ・フェア・レディ』）
  - 監督賞 - ジョージ・キューカー（『マイ・フェア・レディ』）

- 第30回ニューヨーク映画批評家協会賞 - 『マイ・フェア・レディ』

- 第17回カンヌ国際映画祭
  - パルム・ドール - 『シェルブールの雨傘』（ジャック・ドゥミ）
  - 男優賞 - サロ・ウルツイ（『誘惑されて棄てられて』）、アンタール・パーゲル（『PACSIRTA』）
  - 女優賞 - アン・バンクロフト（『女が愛情に渇くとき』）、バーバラ・バリー（『わかれ道』）

- 第25回ヴェネツィア国際映画祭
  - 金獅子賞 - 『赤い砂漠』 (ミケランジェロ・アントニオーニ)[39]

- 第14回ベルリン国際映画祭
  - 金熊賞 - 『野性のもだえ』 (イスマイル・メチン)

- 第15回ブルーリボン賞
  - 作品賞 - 『砂の女』
  - 主演男優賞 - 小林桂樹（『われ一粒の麦なれど』）
  - 主演女優賞 - 岩下志麻（『五瓣の椿』）
  - 監督賞 - 勅使河原宏（『砂の女』）

- 第38回キネマ旬報ベスト・テン
  - 外国映画第1位 - 『かくも長き不在』
  - 日本映画第1位 - 『砂の女』

- 第19回毎日映画コンクール
  - 日本映画大賞 - 『砂の女』

- 第19回文部省芸術祭賞
  - 映画部門（日本劇映画） - 受賞作なし
  - 映画部門（日本記録映画） - 『美しい国土 - その生い立ち -』[40]
  - 映画部門（外国映画） - 『かくも長き不在』[41][42]

## 誕生
- 1月4日 - 竹内力、日本の俳優
- 1月7日 - ニコラス・ケイジ、アメリカの俳優
- 1月20日 - 南果歩、日本の女優
- 1月31日 - 真矢みき、日本の女優
- 3月8日 - 円谷浩、日本の俳優（+2001年）
- 3月9日 - ジュリエット・ビノシュ、フランスの女優
- 3月17日 - ロブ・ロウ、アメリカの映画監督
- 3月18日 - かないみか、日本の声優
- 3月18日 - 菅野よう子、日本の作曲家
- 3月24日 - アナベラ・シオラ、アメリカの女優
- 4月7日 - ラッセル・クロウ、ニュージーランドの俳優
- 4月11日 - 土井裕泰、日本の映画監督
- 5月5日 - 高山みなみ、日本の声優
- 5月22日 - 嶋大輔、日本の俳優
- 6月9日 - 薬師丸ひろ子、日本の女優・歌手
- 6月12日 - 山崎貴、日本の映画監督
- 6月15日 - コートニー・コックス、アメリカの女優
- 6月19日 - 温水洋一、日本の俳優
- 6月22日 - 阿部寛、日本の俳優
- 6月26日 - サンドラ・ブロック、アメリカの女優
- 7月7日 - 堤真一、日本の俳優
- 7月9日 - 可愛かずみ、日本の女優（+1997年）
- 7月13日 - 青山真治、日本の映画監督
- 7月14日 - 椎名桔平、日本の俳優
- 7月17日 - ヘザー・ランゲンカンプ、アメリカの女優
- 7月25日 - 高島礼子、日本の女優
- 8月15日 - 麻生祐未、日本の女優
- 8月18日 - クレイグ・ビアーコ、アメリカの俳優
- 8月18日 - いとうまい子、日本の女優
- 9月2日 - キアヌ・リーブス、カナダの俳優
- 9月4日 - 荻野目慶子、日本の女優
- 9月13日 - 三原じゅん子、日本の女優・歌手・政治家
- 9月23日 - 床嶋佳子、日本の女優
- 9月25日 - 井上喜久子、日本の声優
- 9月27日 - 岸谷五朗、日本の俳優
- 10月5日 - 藤原啓治、日本の声優（+2020年）
- 10月13日 - 小野坂昌也、日本の声優
- 10月20日 - 山口智子、日本の女優
- 11月10日 - 清水宏次朗、日本の俳優
- 11月25日 - 真琴つばさ、日本の女優
- 11月27日 - 杉田かおる、日本の女優
- 12月15日 - 高橋克典、日本の歌手・俳優
- 12月23日 - 小沢和義、日本の俳優・映画監督
- 12月29日 - 鶴見辰吾、日本の俳優

## 死去
| 日付 | 日付 | 名前                       | 国籍                                            | 年齢 | 職業               |
| 1月  | 9日  | 八波むと志                 | 日本の旗                                        | 37   | 俳優・コメディアン |
| 1月  | 29日 | アラン・ラッド             | アメリカ合衆国の旗                              | 50   | 俳優               |
| 3月  | 23日 | ピーター・ローレ           | オーストリアハンガリーの旗 · アメリカ合衆国の旗 | 59   | 俳優               |
| 4月  | 18日 | ベン・ヘクト               | アメリカ合衆国の旗                              | 70   | 作家・脚本家       |
| 5月  | 13日 | ダイアナ・ウィンヤード     | イギリスの旗                                    | 58   | 女優               |
| 7月  | 1日  | 汐見洋                     | 日本の旗                                        | 68   | 俳優               |
| 8月  | 6日  | セドリック・ハードウィック | イギリスの旗                                    | 71   | 俳優               |
| 8月  | 12日 | イアン・フレミング         | イギリスの旗                                    | 56   | 小説家             |
| 8月  | 17日 | 佐田啓二                   | 日本の旗                                        | 37   | 俳優               |
| 9月  | 28日 | ハーポ・マルクス           | アメリカ合衆国の旗                              | 75   | 喜劇俳優           |
| 10月 | 27日 | ルドルフ・マテ             | オーストリアハンガリーの旗 · アメリカ合衆国の旗 | 66   | 映画監督・撮影監督 |
| 12月 | 2日  | 生駒雷遊                   | 日本の旗                                        | 69   | 弁士・俳優         |